# Aguçadoura
Aguçadoura est une ancienne freguesia portugaise de la municipalité de Póvoa de Varzim.
À l'origine simple zone de la freguesia de Navais, elle obtient son statut indépendant en 1933. Elle perd son statut de freguesia autonome en 2013, dans le cadre d'une réforme administrative à l'échelon national, et rejoint Navais dans la nouvelle Union des Freguesias d'Aguçadoura et Navais.

## Géographie

### Localisation
Aguçadoura se situe en bord d'océan Atlantique, environ 6 km au nord de Póvoa de Varzim.

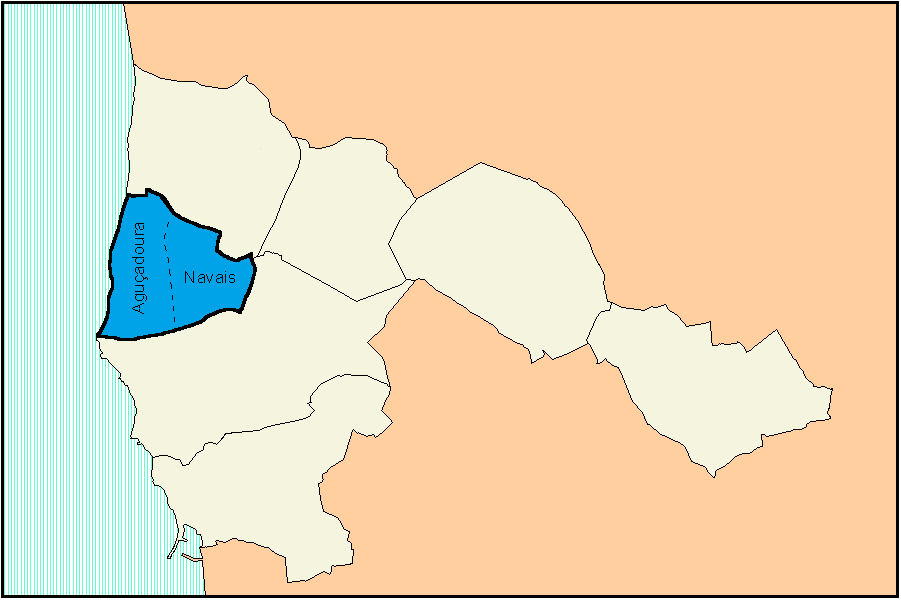
Freguesias du concelho de Póvoa de Varzim. En bleu, l'Union des Freguesias d'Aguçadoura et Navais. En pointillés, la limite des deux anciennes freguesias la constituant.

### Lieux-dits
- Aldeia
- Areosa
- Caturela
- Codixeira
- Granjeiro
- Saint-André (Santo André)

## Toponymie
De petra aguzadoira (-pierre à aiguiser les outils agricoles).

## Histoire
La première référence historique concernant l'existence d'Aguçadoura est présente dans l'enquête générale de 1258 citant Aguzadoira à la limite de Nabaes (Navais). Cette enquête établit qu'Ouroana Pais Correia fonda de facto le lieu. L'enquête générale de 1343 décrit la ville comme Peranguçadura.
Aguçadoura faisait alors partie de la paroisse de Navais. En 1836, lorsque les freguesias remplacèrent les paroisses, Aguçadoura devient lieu de la freguesia de Navais. La même année, l'administration de la freguesia de Navais est transférée du concelho de Barcelos à celui de Póvoa de Varzim.
Après plusieurs années de tensions entre habitants de Navais et d'Aguçadoura au début du XXe siècle, ces derniers voulant former une freguesia à part, le gouvernement Salazar lui octroie le statut de freguesia autonome en 1933. Ses limites sont fixées en 1936.
En 2011, l'Assemblée de la République décide de lui accorder le statut de bourg (vila).
Dans le cadre d'une réforme administrative à l'échelon national, le 29 janvier 2013, elle perd son statut de freguesia autonome et rejoint la freguesia de Navais pour former l'Union des Freguesias d'Aguçadoura et Navais.

## Population et société

### Liste des maires
Basílio Correia Rosa est le premier maire à être élu lors d'élections libres, en 1976.
| Période | Période | Identité                          | Étiquette | Qualité                   |
| ------- | ------- | --------------------------------- | --------- | ------------------------- |
| 1933    | 1937    | Alfredo Martíns Torres            | -         | Commission administrative |
| 1937    | 1941    | Manuel Francisco Alves            | -         |                           |
| 1941    | 1945    | Constantino Gonçalves Carreira    | -         |                           |
| 1945    | 1950    | Bernardino José Torres            | -         |                           |
| 1950    | 1952    | Artur José Pereira dos Santos     | -         |                           |
| 1952    | 1967    | Manuel Dourado Valentim           | -         |                           |
| 1967    | 1972    | Adelino André da Costa            | -         |                           |
| 1972    | 1974    | David Alves Correia               | -         |                           |
| 1974    | 1976    | Florindo Boucinha Gomes           | -         | Commission administrative |
| 1976    | 1979    | Basílio Correia Rosa              | PPD/PSD   |                           |
| 1979    | 1985    | Ermelindo Eusébio Torres          | PPD/PSD   |                           |
| 1985    | 1989    | Alípio Fontes da Costa            | PPD/PSD   |                           |
| 1989    | 2001    | Ezequiel Leandro da Costa Moreira | PPD/PSD   |                           |
| 2001    | 2013    | Sérgio Augusto Rodrigues Cardoso  | PPD/PSD   |                           |

## Culture locale et patrimoine

### Patrimoine
- Champs masseira (pt)
- Église Notre-Dame du Bon Voyage (Igreja de Nossa Senhora da Boa Viagem)
- Façade de l'ancienne chapelle
- Ferme à vagues d'Aguçadoura

### Personnalités liées à la commune
- João Cabreira (1982-), cycliste
- Rui Costa (1986-), cycliste

### Source de traduction
- (pt) Cet article est partiellement ou en totalité issu de l’article de Wikipédia en portugais intitulé « Aguçadoura » (voir la liste des auteurs).